# إدغار أغسطس جيروم جونسون
إدغار أغسطس جيروم جونسون (بالإنجليزية: Edgar Augustus Jerome Johnson)‏ هو اقتصادي أمريكي، ولد في 1900، وتوفي في 1972.